# Línia 10 del metro de Barcelona
L'L10 o línia 10 és un dels serveis de metro que transcorren pel túnel de la línia 9 del metro de Barcelona juntament amb l'L9 pròpiament dita. La infraestructura és propietat de la Generalitat de Catalunya i l'operació la du a terme l'empresa pública Transports Metropolitans de Barcelona (a través de Ferrocarril Metropolità de Barcelona). Actualment ja dona servei a Badalona, Barcelona, l'Hospitalet de Llobregat i al Prat de Llobregat.
Actualment té 17 estacions en funcionament, repartides en dos trams: el tram nord (L10 Nord), amb 6 estacions, que discorre entre Badalona i el nord de Barcelona; i el tram sud (L10 Sud), amb 11 estacions, que discorre entre el Collblanc i la Zona Franca. La part central del recorregut, entre les estacions de Can Tries | Gornal i Bon Pastor, és compartida amb la línia 9.
El primer servei comercial de la L10 fou el 18 d'abril de 2010 entre l'estació badalonina de Gorg i la barcelonina de Bon Pastor, un tram de 3,4 quilòmetres de longitud. En aquesta última estació fins a la Sagrera transcorre juntament amb l'L9, tram que va ser inaugurat el 26 de juny del 2010.

## Característiques generals
La L9/L10 té una longitud en servei d'11,1 quilòmetres, tretze estacions i divuit trens en hora punta. L'any 2010 s'hi van realitzar un total de 4,7 milions de viatges, i així va ser de les darreres línies per volum de viatges juntament amb l'L11. Actualment es troba en funcionament el ramal Besòs i tres estacions compartides amb la L9 que uneixen Gorg i la Sagrera.
Entre Bon Pastor i Gornal la L9 i la L10 compartiran traçat i andanes. Des de l'estació de Gorg a Motors els trens circularan subterràniament, en vies a diferents nivells, i de Zona Franca Litoral a Zona Franca | Zal mitjançant un viaducte.
- Ramal Llobregat: Pratenc - Provençana (10 estacions)
- Tram compartit: Gornal - Bon Pastor (20 estacions)
- Ramal Besòs: Llefià - Gorg (3 estacions)

Construcció

Mapa del projecte de la línia 9 (L9, L10 i L2)

La construcció es fa mitjançant el mètode de construcció amb tuneladora, excepte algun tram en pantalla i els viaductes del ramal de la Zona Franca. Als trams realitzats amb tuneladora, el túnel es construeix amb tuneladores que utilitzen el mitjà de l'escut EPB (Earth Pressure Balance) i --a mesura que s'avança en la perforació-- es realitza una dovella, fent un túnel d'11,70 metres de diàmetre, permitin la construcció de les estacions i les instal·lacions auxiliars dintre del mateix túnel. El traçat serà soterrat en la major part (43,71 km) i cada via i andana circula per un mateix túnel però a nivells diferents, una sobre l'altra.
La majoria d'estacions es troben entre 25 i 50 metres de profunditat per evitar problemes d'afecció a la superfície. Les estacions que es troben en parts del túnel profund han estat construïdes mitjançant pous circulars, amb l'excepció de la Salut en què és rectangular.
Material rodant

Secció túnel i secció estacions zona andana.

Els trens que circulen a la L10 són els mateixos que a les línies L2 i L9, trens de la sèrie 9000 d'Alstom de funcionament automàtic creats per a la L9/L10. Els trens utilitzen el sistema ATC-S de conducció automàtica sense conductor.
Tot i que no disposen de conductors, a cada tren hi ha la presència d'un Tècnic d'Operació de Línies Automàtiques amb funcions d'atenció al client i recuperació de la conducció del tren en cas de fallida.
Municipis coberts
Els municipis coberts per la línia són: Badalona, Barcelona, l'Hospitalet de Llobregat i el Prat de Llobregat (àrea industrial i logística). A la ciutat de Barcelona transcorre per sis districtes: les Corts, Gràcia, Horta-Guinardó, Sant Andreu, Sarrià - Sant Gervasi i la Zona Franca al districte de Sants-Montjuïc.
Estacions

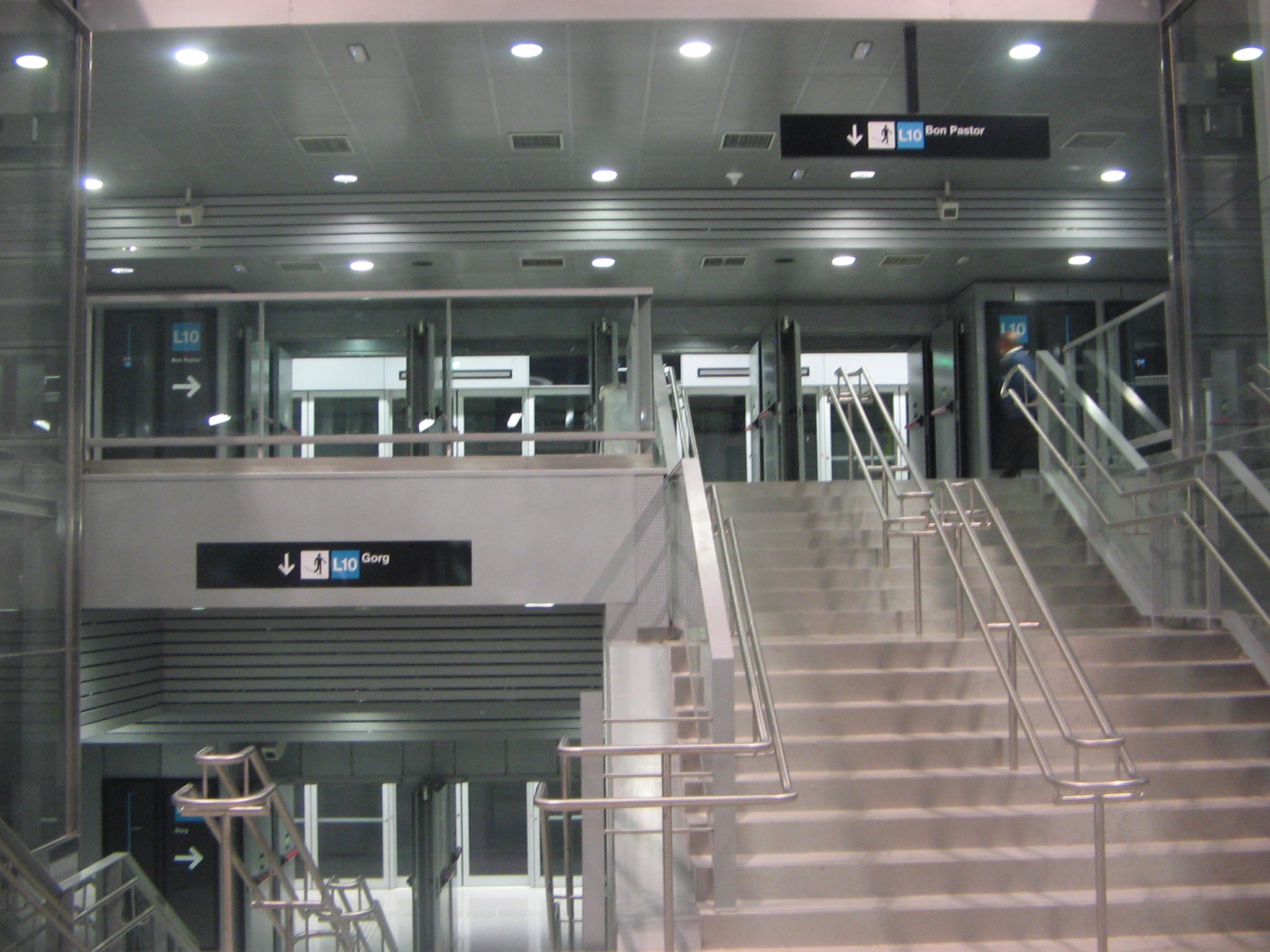
Acces a les andanes superior i inferior de l'estació de Llefià.

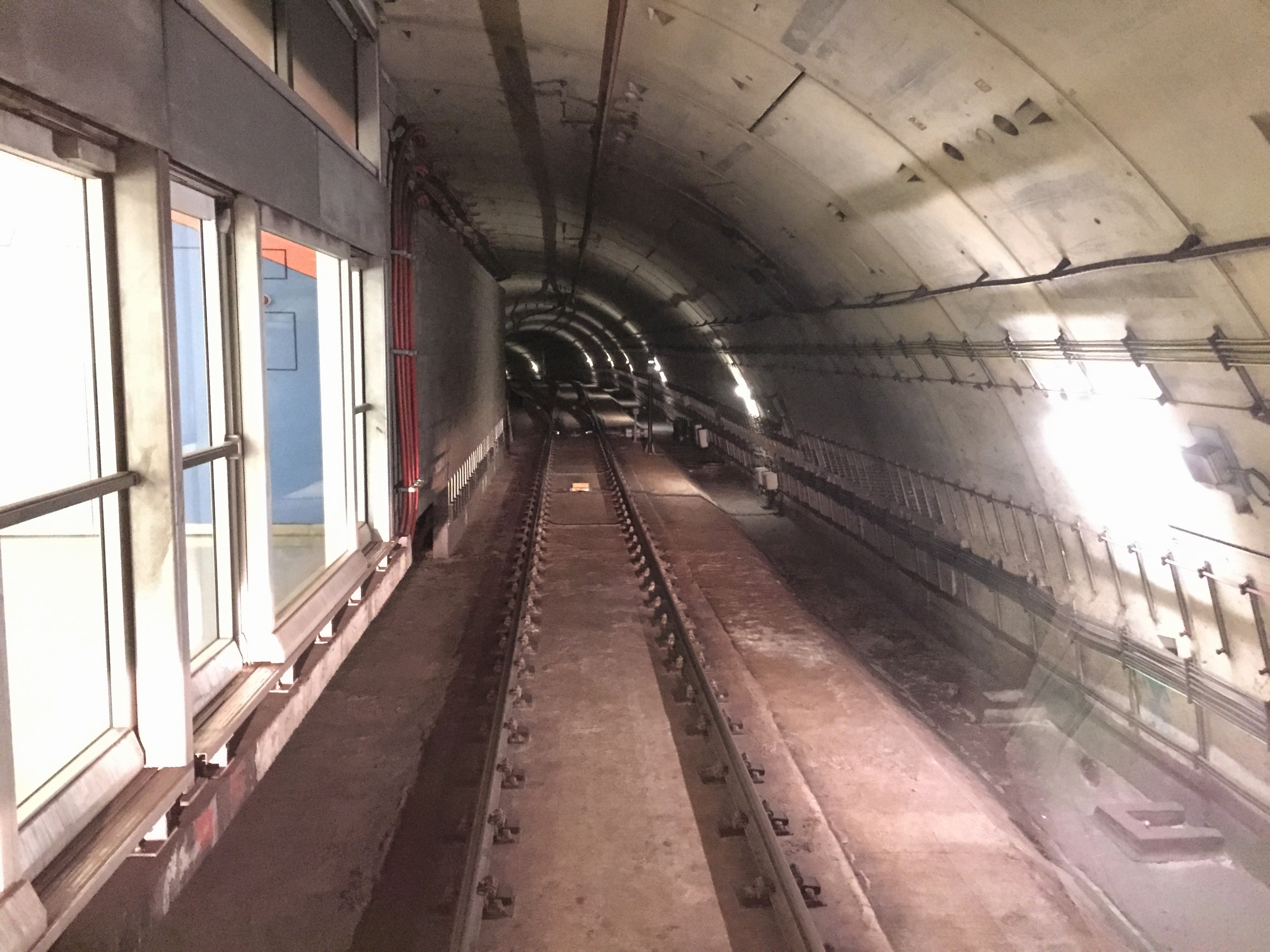
Secció de túnel a l'estació de la Sagrera.

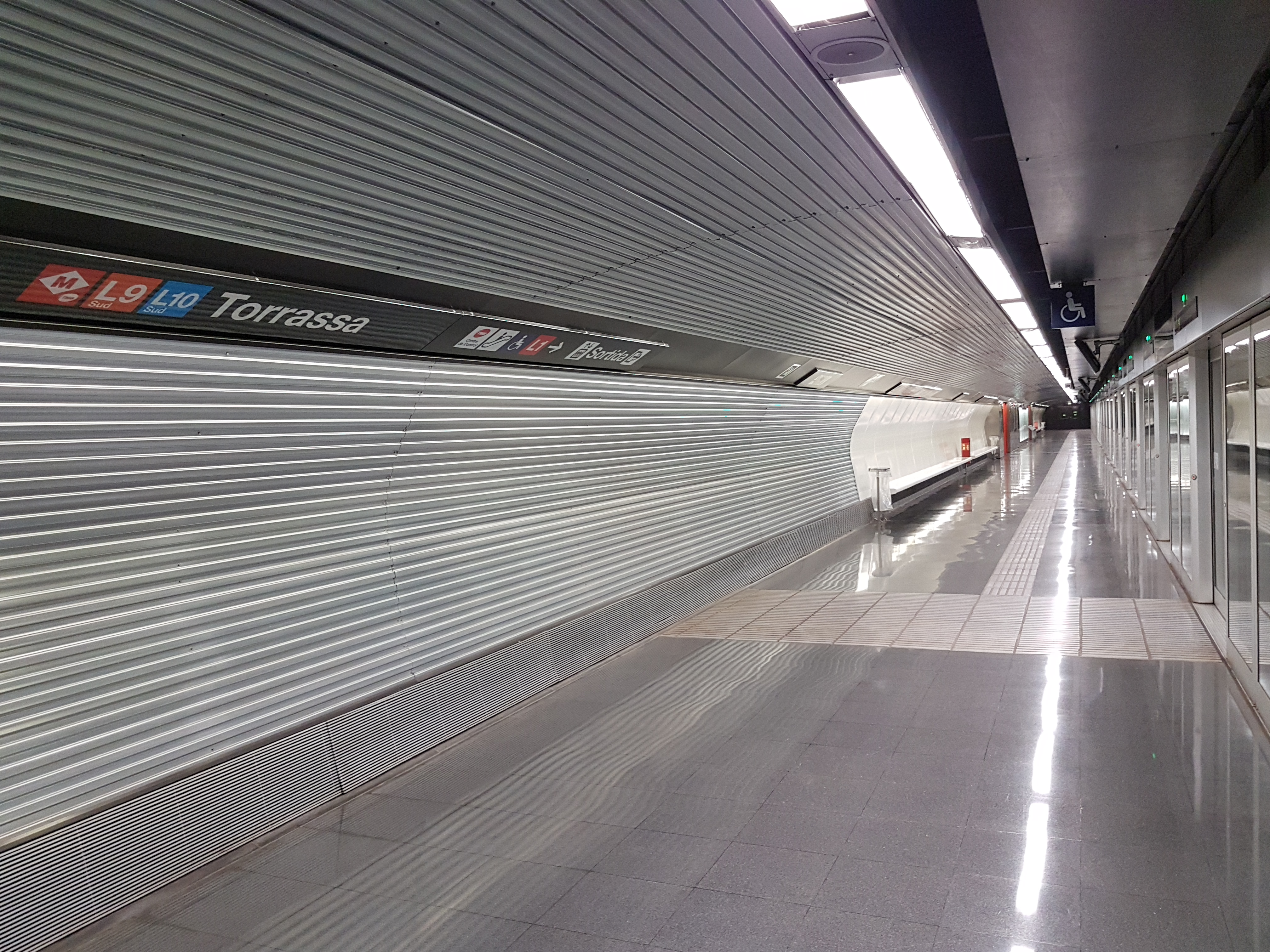
Estació de la Torrassa, compartida amb la L9.

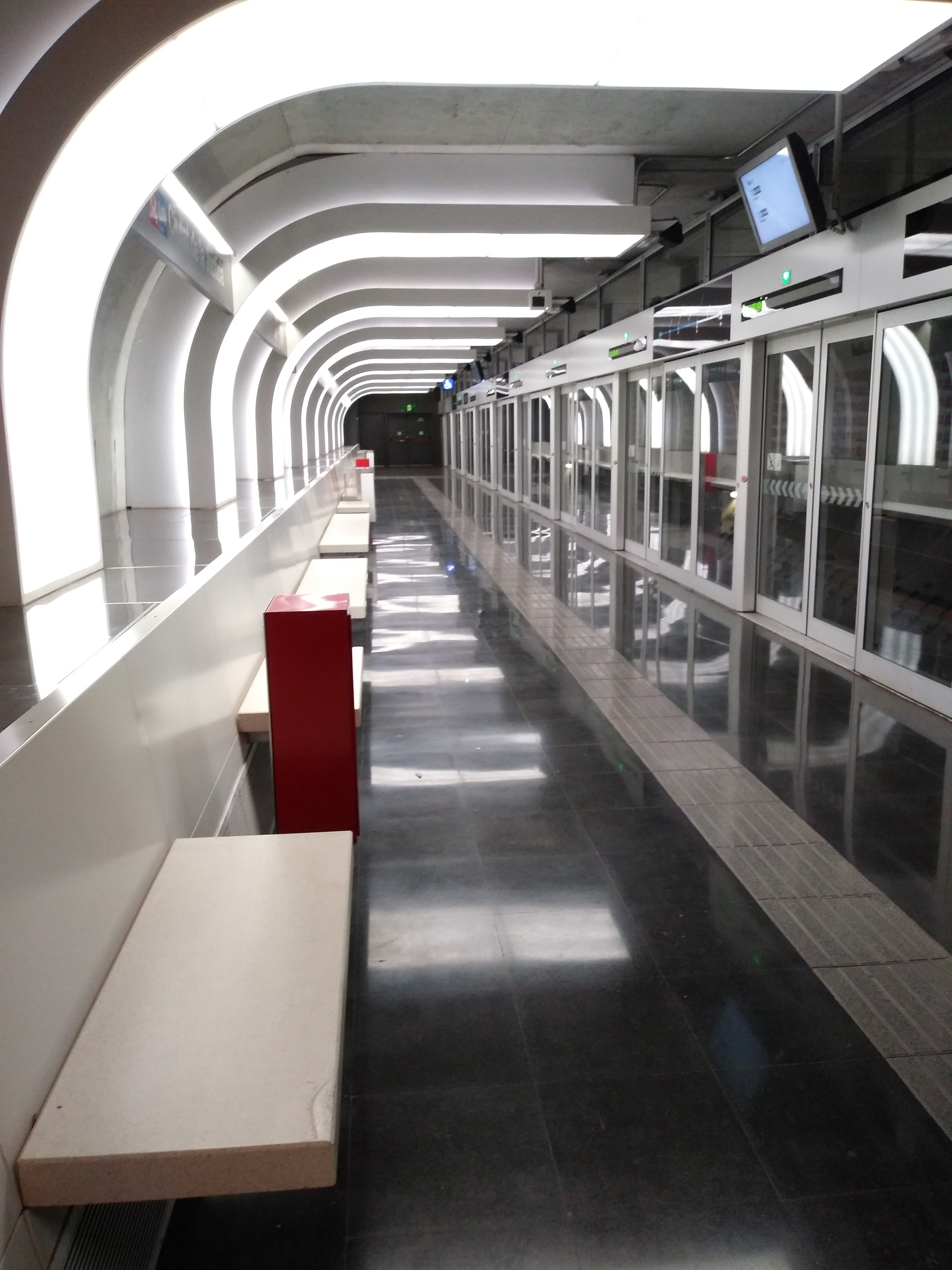
Estació de la Ciutat de la Justicía.

Totes les estacions estan adaptades a persones amb mobilitat reduïda. Hi ha un total de quatre estacions en servei amb correspondència amb altres línies de metro, tramvia i trens de rodalia i regionals.
| Estació                                     | Metro | Altres                           |
| ------------------------------------------- | ----- | -------------------------------- |
| Tram Sud                                    |       |                                  |
| Ciutat de la Justícia                       |       |                                  |
| des de Can Tries \| Gornal fins a Collblanc |       |                                  |
| Torrassa                                    |       |                                  |
| Collblanc                                   |       |                                  |
| des de Collblanc fins a Can Tries \| Gornal |       |                                  |
| Tram Nord                                   |       |                                  |
| des de La Sagrera fins a Bon Pastor         |       |                                  |
| La Sagrera                                  | obres |                                  |
| Sagrera \| TAV                              | obres | obres · Autobús llarg recorregut |
| des de Bon Pastor fins a La Sagrera         |       |                                  |
| Gorg                                        |       |                                  |

## Servei comercial
L10 Nord
Actualment l'L10 Nord circula entre Gorg i La Sagrera. Un cop entri en servei el tram comú farà el recorregut entre Gorg i Pratenc.
L10 Sud

Esquema de la L10 Nord

A partir del 8 de setembre de 2018, amb l'entrada en funcionament de les estacions de Foc i Foneria, s'estableix el nou servei comercial de la L10 Sud, comprès en un primer moment entre Collblanc i Foc; el 2 de març de 2019 va obrir l'estació de Provençana i el 23 de novembre de 2019 l'estació Ciutat de la Justícia; el 2020 va obrir l'estació de Zona Franca,. El 7 de novembre de 2021 es van inaugurar les tres estacions compreses entre Port Comercial i ZAL | Riu Vell. Al 2026 s'inaugurarà l'estació de Motors, amb la posada en funcionament del tram comú de la línia entre Zona Universitària i La Sagrera.

Esquema de la L10 Sud

## Història
Article principal: Història de la L9/L10
El projecte inicial de la línia 9 o L9/L10 va aparèixer el 1997 per primera vegada al Pla Director d'Infraestructures. El 1999 la Generalitat decidia construir aquesta línia, que enllaçaria els municipis de Badalona, Santa Coloma de Gramenet, Barcelona, l'Hospitalet de Llobregat i el Prat de Llobregat al llarg d'un túnel de 42 km i 46 estacions, túnel que seria el més llarg de Barcelona i creuaria la ciutat transversalment, gairebé en paral·lel a la ronda del Mig.
Anteriorment ja s'havia projectat una línia per unir Santa Coloma de Gramenet i la Zona Franca de Barcelona sense ramals i sense arribar a l'aeroport. El projecte anomenat línia VI estava inclòs al Pla de Metros de 1971 que posteriorment al Pla de Metros de 1974 variaria el traçat al Barcelonès nord per fer-la arribar a Montigalà (Badalona) en comptes de Santa Coloma.
Al plans posteriors s'abandonen els projectes d'ampliar la xarxa cap a la Zona Franca, l'any 1997 es crea l'Autoritat del Transport Metropolità (ATM), aglutinant diferents administracions responsables i s'inicia el planejament de forma més global integrant les línies de Renfe, FGC, TMB (FMB i Bus). El 1997 apareixia per primer cop el projecte de la línia 9, coincidint amb la creació de l'ATM, el Pla Director d'Infraestructures elaborat per l'ATM va ser aprovat el 2002, sent aquesta línia la inversió més important del PDI.

### Inici de les obres al Besòs i a la Zona Franca
Al ramal de la L10 a Badalona va ser on van començar primer les obres. Aquestes es van iniciar el setembre de 2003 a Badalona. El cost inicial de l'obra es preveia de 1.947 milions d'euros i que el tram IV (els ramals del Besòs fins a la Sagrera) entrarien en funcionament el 2004, la resta (inclos el ramal de la L10 a la Zona Franca) el 2007. El 2004 el pressupost ja pujava a 3.000 milions i l'entrada de funcionament del tram IV passava al 2006.
Una de les primeres dificultats que van aparèixer durant la construcció va ser l'adquisició dels combois, que feia endarrerir un any la previsió inicial de posada en funcionament del tram Badalona-Sagrera.
El 2005 s'iniciava amb una de les dues tuneladores encara avariada a Bon Pastor. A mitjans d'abril la tuneladora que havia estat a Bon Pastor reprenia els treballs però una avaria en el transformador elèctric va provocar que estigués parada dues setmanes més.
L'endarreriment acumulat feia impossible que els ramals de la L9/L10 entre la Sagrera, Gorg i Can Zam s'obrís el 2006, tal com deien les últimes previsions. La Cambra de Comerç de Barcelona estimava que el primer tram s'estrenaria a la fi del 2007 i la resta entre el 2012 i 2013.
Al juliol van començar les obres a la Zona Franca i a l'agost a l'altura de l'Hospital de Sant Pau. Al mes de setembre la tuneladora de Santa Coloma arribava al pou de bifuració del Besòs des d'on seria desmuntada i extreta. A Sant Andreu el mes de novembre hi va haver un nou ensurt i les obres es van aturar pel perill de topar amb els fonaments d'uns habitatges del barri i que van obligar a iniciar estudis per determinar la millor solució. A la vegada que es feien les perforacions es començaven les obres a les estacions. A la fi del 2005 hi havia una quinzena d'estacions en obres.

### Revisió del projecte

#### L'efecte Carmel
Arran de l'accident del Carmel el Govern de la Generalitat de Catalunya va autoritzar la modificació de diverses actuacions de construcció de la línia 9 "per motius tècnics, de viabilitat i seguretat" segons el conseller Joaquim Nadal. Les principals modificacions van ser construir una nova estació al carrer de Motors a la Zona Franca, habilitar una connexió directa amb el futur perllongament de la línia 2 a la Fira i construir un únic túnel en el tram entre les estacions d'Onze de Setembre i la Sagrera. Aquests canvis suposaven una pujada de 400 milions d'euros al cost de l'obra (3.467 M d'euros en total). GISA va engegar 185 nous sondejos geològics per millorar el coneixement del traçat.
A l'abril del 2005 un total de 254 de denúncies havien arribat al DPTOP per part de veïns de Santa Coloma, Badalona i Barcelona per les afectacions de les obres. Un portaveu del DPTOP assegurava que totes les denúncies s'havien analitzat i només 18 es van reconèixer com a relacionades amb les obres. A la fi del 2005 el consell municipal del districte de Sarrià - Sant Gervasi es va comprometre a constituir una comissió de seguiment de les obres al districte per la tranquil·litat dels veïns.

#### Intercanviador de la Sagrera
Les obres de l'estació de la Sagrera s'havien començat l'any 2004 i estava previst finalitzar-la per l'any 2008, quan s'havia de posar en funcionament el tram IV de la L9. A començament d'any es van construir les noves andanes i passadissos que havien de comunicar la L1 amb la L5 i L9/L10.
Al març hi hagué un ensurt quan es va desplomar sobre una via de la línia 1 dues tones de runa dels treballs de demolició d'una part de l'antic vestíbul, per sort no hi va haver ferits.

#### Seguretat de les obres

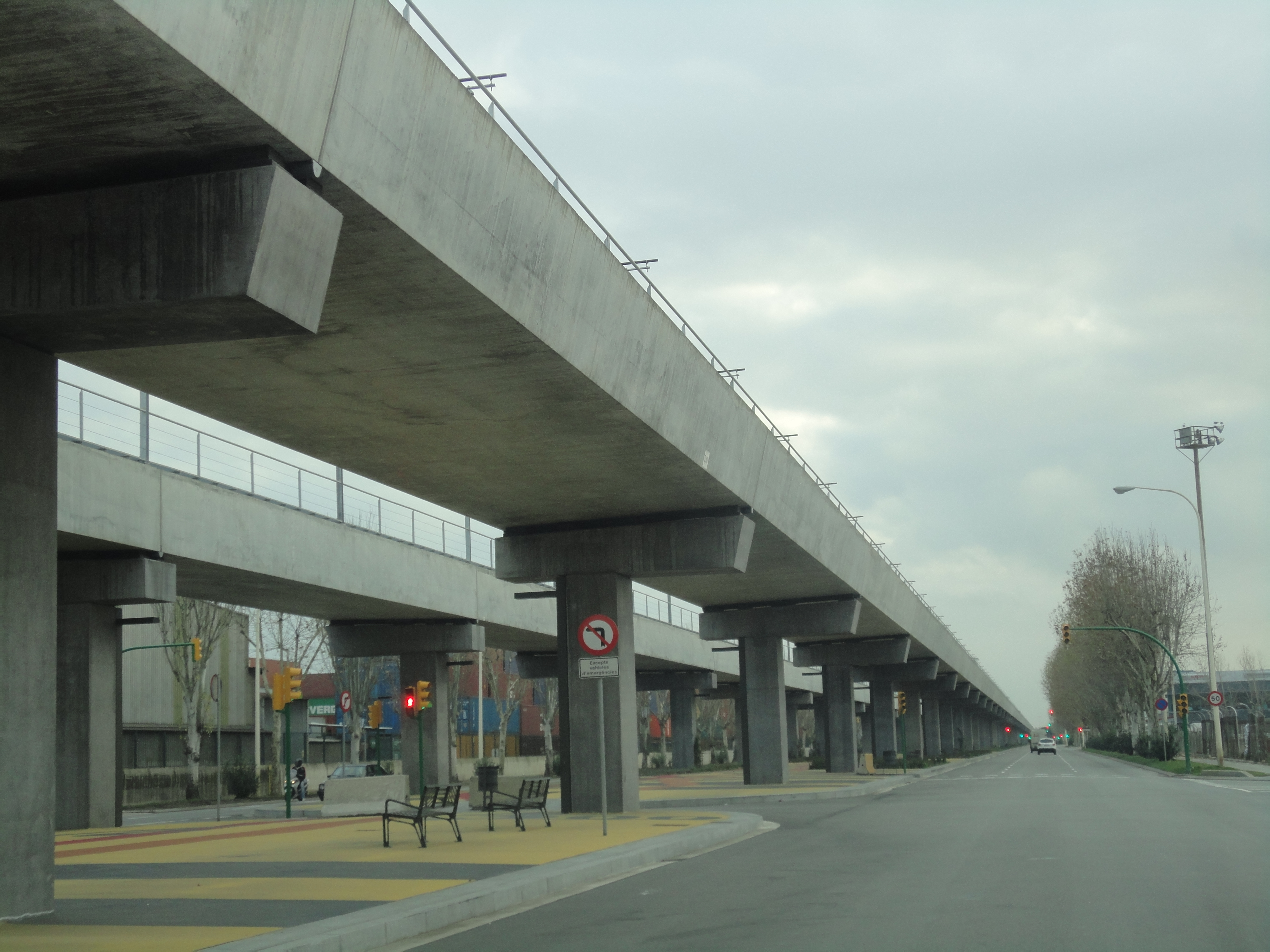
Viaducte de la L10 que recorre el carrer 114 del Polígon Pratenc.

Al febrer del 2008 una fuita d'aigua a les obres a la Zona Franca va causar dos esvorancs al carrer K. Els esvorancs, un fins a tres metres de diàmetre i un de profunditat, van obligar a tallar el trànsit. Es va haver d'injectar formigó a les juntes mal segellades, que havien permès la filtració de l'aigua. Pocs dies més tard es va seguir amb les obres.
Al març es va publicar l'estudi informatiu modificat del túnel entre la Sagrera i Mandri, un dels trams més endarrerits. L'estudi variava lleugerament el túnel, augmentant la profunditat i, per tant, la seguretat, però sense canviar la ubicació de les set estacions previstes. També es passava per zones més estables i amb menys edificis, les previsions eren d'iniciar les obres el 2009 i acabar-les amb tres anys, amb un pressupost de 698 MEUR, un 11% superior al previst. Al juny es va acabar la revisió del tram entre Mandri i Zona Universitària, amb unes variacions similars al del tram anterior.

### Inauguració de la branca nord del Besòs

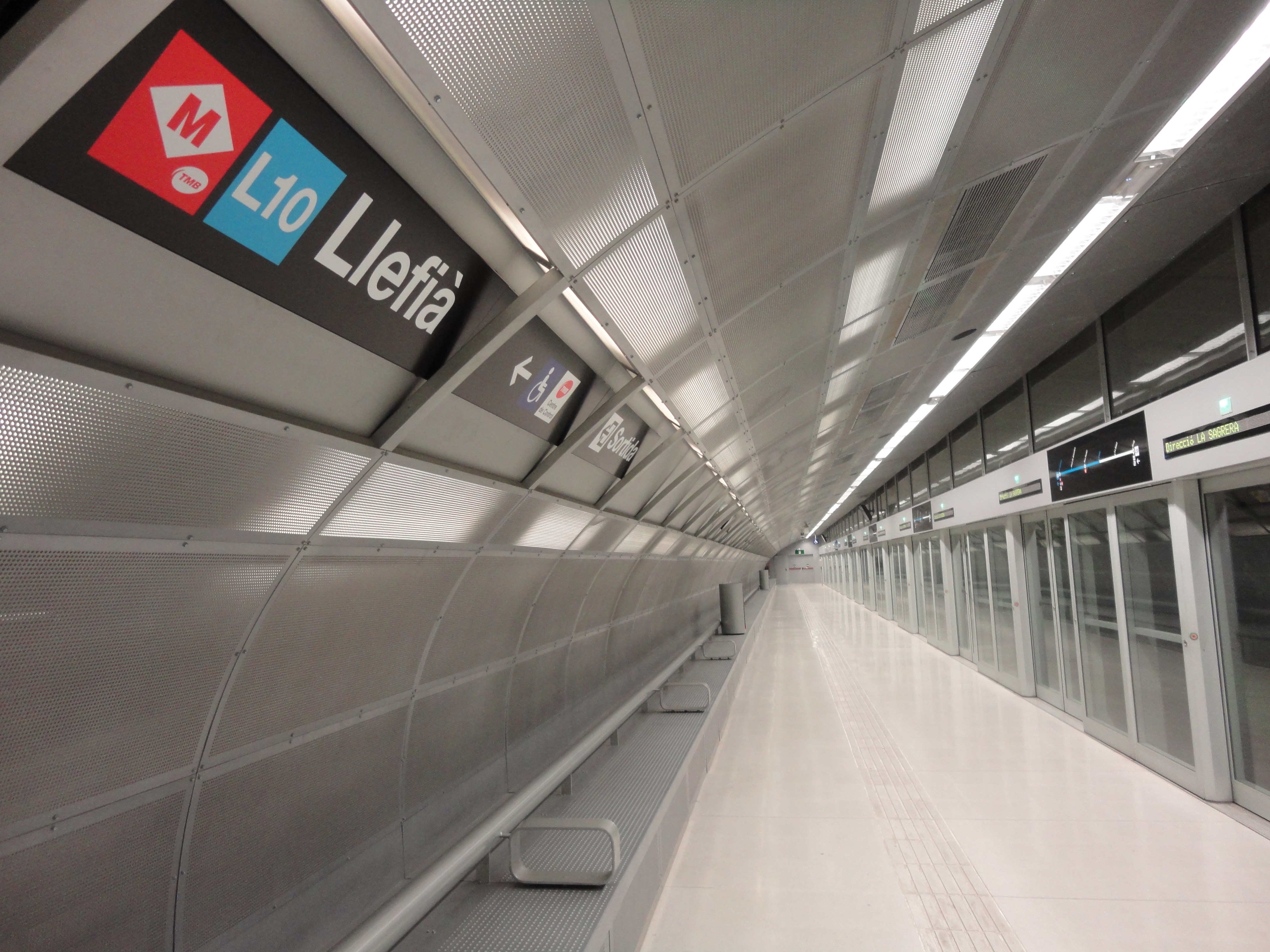
El primer tram entra en servei el 2010, de Gorg a Bon Pastor.

El 18 d'abril del 2010 es produeix la segona inauguració de la L9/l10, obrint el ramal de la L10 des de l'estació de Gorg (Badalona) a Bon Pastor (Barcelona). El mateix 2010 es va ampliar amb dues estacions entre Bon Pastor i la Sagrera.

### Increment de costos i problemes financers

#### Retallades
L'any 2011, coincidint amb el canvi de govern a la Generalitat de Catalunya i les retallades generalitzades al pressupost del govern català, el nou conseller de Territori i Sostenibilitat (abans conselleria de Política Territorial i Obres Públiques) Lluís Recoder va anunciar que el departament es plantejava no construir algunes estacions momentàniament per retallar el pressupost i no paralitzar totalment les obres. Al març es va anunciar que l'estació de Motors no es construiria momentàniament perquè el barri no estava construït.

#### Revisió del finançament i priorització de trams
Al juny del 2011, el departament de Territori i Sostenibilitat, anunciava que el ramal de la Zona Franca no entraria en servei fins al 2014, anteriorment previst pel 2012 (inicialment per al 2007). Als pressupostos del 2012 de la Generalitat de Catalunya es van reservar 54 milions d'euros per acabar els ramals de l'aeroport (L9) i la Zona Franca entre Aeroport i Collblanc, tram prioritari pel govern segons el director general del departament.
La tuneladora de la branca de la Zona Franca va reprendre els treballs al juliol del 2011 per poder entrar en servei l'any 2014, mentre que el viaducte estava finalitzat. A principis de gener del 2012 la Generalitat va puntualitzar que endarreria la posada en marxa del ramal de la Zona Franca (L10) sense afectar el ramal de l'Aeroport (L9), tot i que aquest segon necessitava que el primer estigui finalitzat parcialment per poder accedir a les cotxeres de la Zona Franca.
A l'octubre del 2015, l'Ajuntament de Barcelona es va comprometre a exigir a la Generalitat de Catalunya que financiés i finalitzés el projecte de la L10 per poder-lo inaugurar el 2016, com a mínim una de les estacions dels barris de la Marina o la Marina del Prat Vermell, estudiant la possibilitat d'avançar una part del finançament en cas d'incompliment per part de la Generalitat.

### Obertura de la branca sud de la Zona Franca

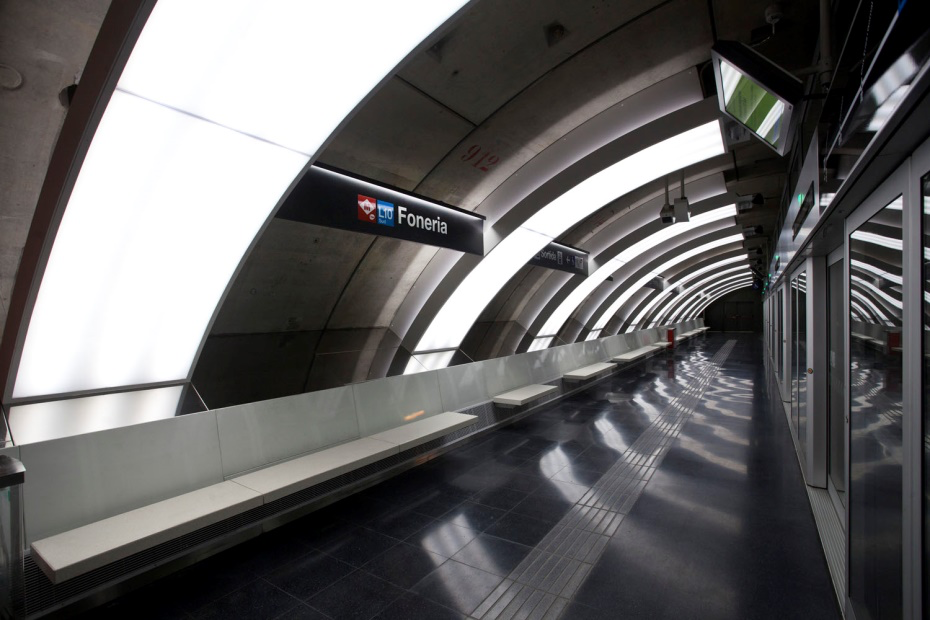
La branca sud de la L10 obrí el 2018 entre Collblanc i Foc.

Amb la posada en servei del tram sud de la L9 fins l'Aeroport es finalitzà la perforació i s'enllestí la infraestructura ferroviària al ramal de la Zona Franca per permetre l'accés a cotxeres. El 2016 es repreneren les obres d'accesos i arquitectura a les estacions per anar obrint la línia. Després de 2 anys finalitzaren a Foc i Foneria cosa que permeté obrir el ramal sud de la L10 entre Collblanc i Foc el 8 de setembre de 2018. El 2019 es van inaugurar les estacions de Provençana (2 de març) i Ciutat de la Justícia (23 de novembre) i el 2020 va entrar en servei l'estació Zona Franca (1 de febrer). El 7 de novembre de 2021 es van estrenar tres noves estacions, Port Comercial-La Factoria, Ecoparc i ZAL-Riu Vell.